# パリ〜ルーベ2013
パリ〜ルーベ2013は、パリ〜ルーベの111回目のレース。2013年4月7日に行われた。
パヴェのセクター一覧はこちらを参照。

## 参加チーム
UCIプロチーム
| チーム名                                | 国籍           | コード |
| --------------------------------------- | -------------- | ------ |
| AG2R・ラ・モンディアル                  | フランス       | ALM    |
| アルゴス・シマノ                        | オランダ       | ARG    |
| アスタナ                                | カザフスタン   | AST    |
| ブランコ                                | オランダ       | BLA    |
| BMC・レーシングチーム                   | アメリカ合衆国 | BMC    |
| キャノンデール                          | イタリア       | CAN    |
| エウスカルテル・エウスカディ            | スペイン       | EUS    |
| FDJ                                     | フランス       | FDJ    |
| ガーミン・シャープ                      | アメリカ合衆国 | GRS    |
| カチューシャ                            | ロシア         | KAT    |
| ランプレ・メリダ                        | イタリア       | LAM    |
| ロット・ベリソル                        | ベルギー       | LTB    |
| モビスター・チーム                      | スペイン       | MOV    |
| オリカ・グリーンエッジ                  | オーストラリア | OGE    |
| オメガファーマ・クイックステップ        | ベルギー       | OPQ    |
| レディオシャック・レオパルド            | ルクセンブルク | RLT    |
| チーム・サクソバンク - ティンコフバンク | デンマーク     | TST    |
| チーム・スカイ                          | イギリス       | SKY    |
| ヴァカンソレイユ・DCM                   | オランダ       | VCD    |

招待チーム
- ブルターニュ - セシェ・アンヴィロヌマン（ フランス、BSE）
- コフィディス（ フランス、COF）
- チーム・ヨーロッパカー（ フランス、EUC）
- IAM（ スイス、IAM）
- ソジャスュン（ フランス、SOJ）
- ネタップ - エンデュラ（ ドイツ、TNE）

## 成績
- コンピエーニュ 〜 ルーベ 254.5km

| 順位 | 選手名                         | 国籍       | チーム                           | 時間          |
| ---- | ------------------------------ | ---------- | -------------------------------- | ------------- |
| 1    | ファビアン・カンチェラーラ     | スイス     | レディオシャック・レオパード     | 5時間45分03秒 |
| 2    | セプ・ファンマルク             | ベルギー   | ブランコ                         | 同            |
| 3    | ニキ・テルプストラ             | オランダ   | オメガファーマ・クイックステップ | +31秒         |
| 4    | フレフ・ファン・アヴェルマート | ベルギー   | BMC・レーシングチーム            | 同            |
| 5    | ダミアン・ゴダン               | フランス   | チーム・ヨーロッパカー           | 同            |
| 6    | ズデネク・シュティバル         | チェコ     | オメガファーマ・クイックステップ | +39秒         |
| 7    | セバスティアン・ランヘヴェルト | オランダ   | オリカ・グリーンエッジ           | 同            |
| 8    | フアン・アントニオ・フレチャ   | スペイン   | ヴァカンソレイユ・DCM            | 同            |
| 9    | アレクサンダー・クリストフ     | ノルウェー | カチューシャ                     | +50秒         |
| 10   | セバスティアン・テュルゴ       | フランス   | チーム・ヨーロッパカー           | 同            |